# HMS Hood (51)
El HMS Hood fue el último crucero de batalla construido por la Real Armada Británica. Perteneciente a la clase Admiral ordenada a mediados de 1916, su diseño, revisado a fondo tras la batalla de Jutlandia y mejorado durante la construcción, todavía tenía serias limitaciones, razón por la que fue el único construido de una clase que habría de estar compuesta por cuatro unidades. Recibió el nombre del almirante del siglo XVIII Samuel Hood. Las otras tres unidades, canceladas en octubre de 1918, habrían sido bautizadas con los nombres de Anson, Howe y Rodney. Los dos primeros nombres se asignaron a los últimos acorazados de la clase King George V (1939), mientras que el tercero sirvió para la segunda unidad de la clase Nelson.
El Hood realizó numerosas travesías de representación y participó en diversos ejercicios y maniobras entre 1920, año de su entrada en servicio, y 1939. Entre otros, realizó ejercicios de entrenamiento en el mar Mediterráneo y circunnavegó el mundo con el Escuadrón de Servicio Especial entre 1923 y 1924. Se unió a la Flota del Mediterráneo tras el inicio de la segunda guerra ítalo-etíope. Al estallido de la guerra civil española el Hood fue oficialmente asignado a la Flota del Mediterráneo, y en ella permaneció hasta su regreso al Reino Unido en 1939 para una revisión. Para entonces la utilidad del viejo crucero de batalla se había deteriorado debido al avance de la artillería naval, razón por la que estaba prevista una importante reconstrucción para 1941 que corregiría gran parte de sus problemas, pero el inicio de la Segunda Guerra Mundial forzó su incorporación al servicio sin haber sido actualizados
Cuando el Reino Unido declaró la guerra a Alemania en septiembre de 1939, el Hood estaba operando cerca de Islandia. Empleó los siguientes meses entre esta isla y el mar de Noruega en la caza de los navíos alemanes que asaltaban el comercio y bloqueaban las rutas de abastecimiento. Tras una revisión breve de sus motores, actuó como buque insignia de la Fuerza H y participó en la destrucción de la flota francesa durante la batalla de Mers el-Kebir. Relevado como buque insignia de esta fuerza, el Hood fue enviado a Scapa Flow, en el norte de Reino Unido, y operó en el área como escolta de convoy y defensa ante una posible flota de invasión alemana. En mayo de 1941 el Hood y el acorazado Prince of Wales recibieron la orden de interceptar al acorazado alemán Bismarck, que había zarpado de Alemania para atacar los convoyes aliados en el Atlántico. El 24 de mayo de 1941 el Hood localizó y entabló combate con el poderoso y moderno buque alemán, pero fue alcanzado por varios proyectiles enemigos al inicio de la batalla del Estrecho de Dinamarca y explotó brutalmente. Su pérdida tuvo un efecto profundo en los británicos, y el primer ministro Winston Churchill ordenó a su Armada «hundir al Bismarck», cosa que consiguieron tres días después. 
La Real Armada Británica llevó a cabo dos investigaciones para aclarar las causas de la súbita desaparición del crucero. La primera, concluida con gran rapidez tras el hundimiento, concluyó que el pañol de municiones de popa del Hood había estallado debido a un proyectil del Bismarck que atravesó el delgado blindaje de la cubierta del buque. Se llevó a cabo una segunda investigación tras recibirse quejas sobre que la primera comisión no había considerado explicaciones alternativas, como la explosión de los torpedos de la nave. Aunque mucho más completa que la primera investigación, la segunda llegó a la misma conclusión. A pesar de la explicación oficial, algunos historiadores siguieron creyendo que los torpedos habían causado la explosión del buque, mientras que otros propusieron una detonación accidental dentro de una de las torretas de los cañones del barco. Otros historiadores se han centrado en la causa de la explosión del almacén. El descubrimiento del pecio del crucero de batalla en 2001 confirmó la conclusión de ambas investigaciones, aunque el porqué exacto de la explosión de los almacenes siempre será un misterio puesto que esa zona del barco quedó completamente destruida tras la deflagración.

## Características generales
Botado en 1918, completado en 1920 y modernizado muy superficialmente a través del tiempo, era un elegante buque de esbeltas líneas, con una eslora de 263 m, 32 m de manga y 49.000 toneladas de desplazamiento. 
Estaba armado con 8 cañones de 381 mm en 4 montajes dobles, dos tubos lanzatorpedos de 52,5 cm en ambas bandas, con un armamento secundario de 12 cañones de 140mm, en posiciones simples escudadas y 8 piezas dobles de 102 mm en manteletes abiertos. En 1940, se eliminaron los cañones de 140 mm y se sustituyeron por 8 cañones en montajes dobles de 102 mm. Fue clasificado como "Crucero de batalla" y en su tiempo era el barco de guerra más grande del mundo. Estaba proyectado para combatir cruceros similares en batalla.

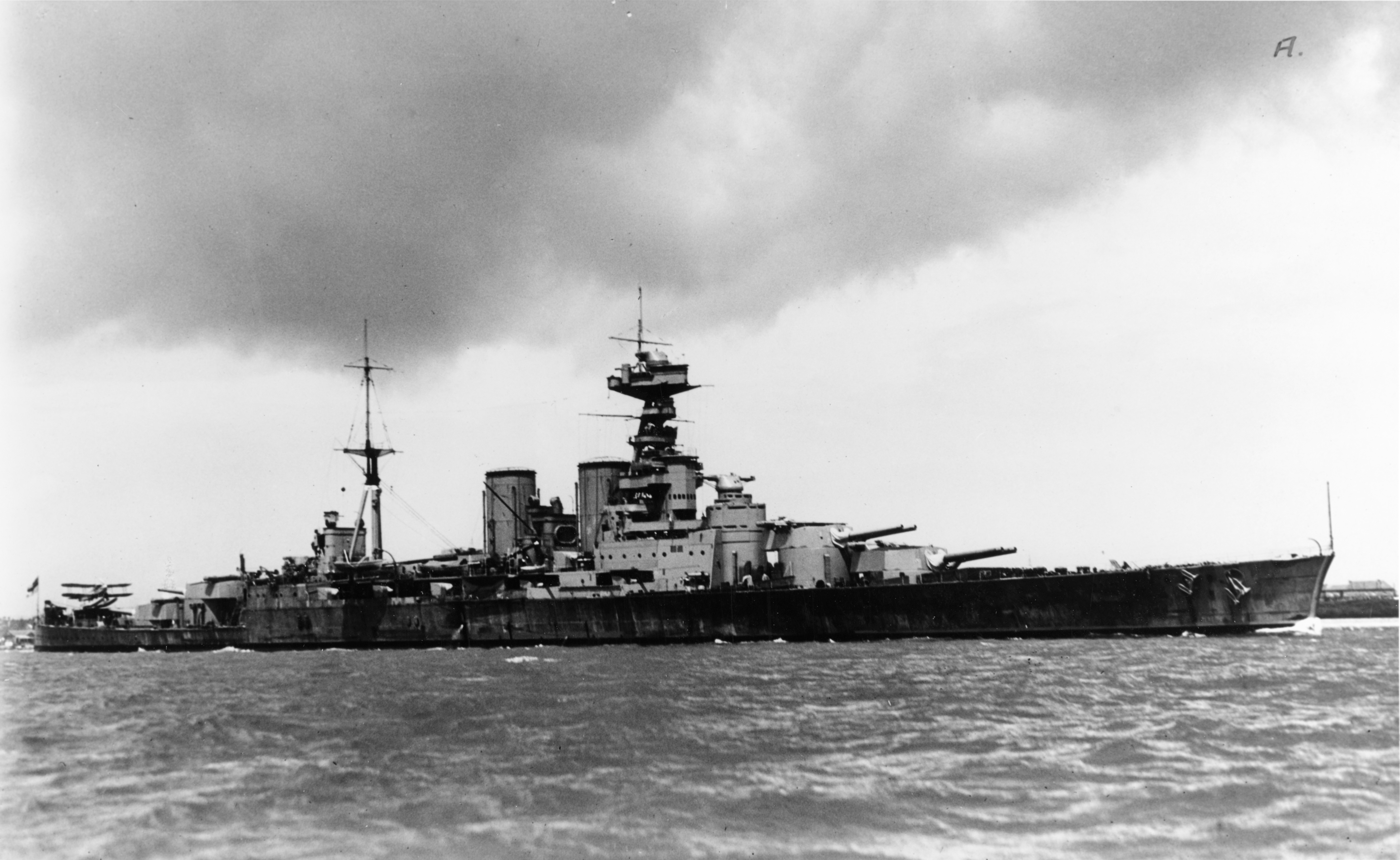
HMS Hood en su configuración de 1932

Transportaba a 1400 hombres y su principal debilidad, muy generalizada en las construcciones navales de la época, en especial, los llamados crucero de batalla en que se sacrificaba el blindaje en pos de la velocidad, era su escaso blindaje horizontal, con una cubierta principal de 37 mm (76 mm sobre los pañoles de municiones) y una cubierta de protección de 52 mm.  
El HMS Hood había sido dotado de un radar de tiro tipo 289 que era un equipo de cálculo de distancia y observación de disparos para el armamento principal de cruceros y acorazados, su función era aumentar la precisión de las lecturas de rumbo en la plataforma de observación, pero sus directores principales de tiro eran ópticos de coincidencia con lo cual demoraba tiempo en encontrar el rango para centrar objetivos.
Por lo anterior, el Hood al momento de la apertura de las hostilidades en la SGM era un navío totalmente obsoleto e inadecuado para sostener un combate contra un acorazado contrincante en iguales términos artilleros.
Basta compararla con la protección horizontal de los acorazados de la serie Prince of Wales, que era de 150 mm (170 mm sobre los pañoles) y 50 mm, respectivamente. La protección vertical era, por el contrario, bastante más completa, con una faja de 305 mm en la obra muerta, que se estrechaba hasta 152 mm en los extremos del buque y a 76 mm en su parte más baja. Esta coraza se inclinaba 12°, con el entrante en la parte inferior. Por encima de esta faja, el reducto, entre la cubierta de batería y la cubierta principal, tenía un blindaje de 178 mm. La protección submarina la constituía un doble casco integrado con mamparos longitudinales internos, diseñados para absorber explosiones submarinas. Finalmente, las barbetas de la artillería principal tenían un espesor de 305 mm, y el blindaje frontal de las torres era de 381 mm (el posterior era de 125 mm); la torre de mando cónica blindada tenía un espesor de 280 mm.
El aparato de propulsión consistía en 4 grupos de turbinas de vapor con engranajes reductores, un grupo por eje, alimentados por 24 calderas, repartidas en cuatro salas, todas a proa de las salas de máquinas, con dos chimeneas: en conjunto, la potencia era de 144.000 CV a cuatro hélices, y la velocidad en pruebas, superior a los 32 nudos.
El HMS Hood poseía un único timón en la línea de crujía del tipo compensado. Tenía en el sector popel un francobordo bajo de 4.3 m; mientras que desde la proa decrecía desde los 8 m (Puntal = 17,5 m) hasta los 2/3 de eslora alcanzando los 6 m más un calado de 9.8 m. Poseía una proa atlántica con una roda casi recta y ligeramente terminada en forma bulbosa. El Hood poseía una popa clásica de crucero, pero con un arrufo creciente desde los 4.3 m hasta los 5.2 al llegar al Pabellón nacional, asemejándose a una canoa. 

## Historial de servicio

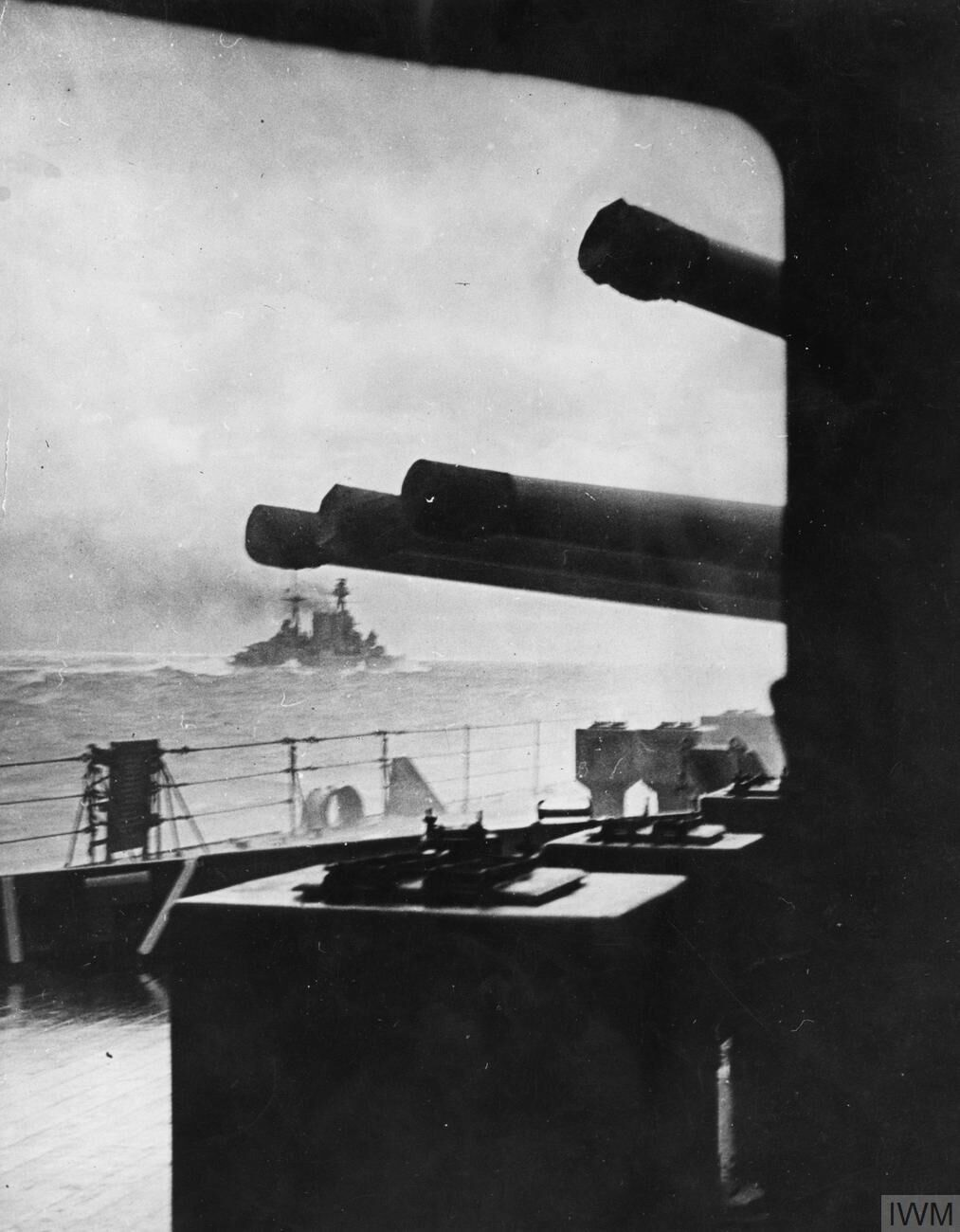
Última fotografía del HMS Hood en la mañana del 24 de mayo de 1941 tomada desde el HMS Prince of Wales. (las torres proeles están disparando, el humo de la cordita es visible).

Participó en muchas travesías de representación en las colonias inglesas entre 1920 y 1939. Durante este período sólo sufrió una modificación de importancia, en 1931, al instalarse en el extremo de popa una catapulta y una dotación de cuatro hidroaviones. Por otra parte, sus máquinas y sus calderas nunca fueron modificadas, ni se sometió a un recorrido completo en el astillero, por lo que en 1939 se encontraba en bastantes malas condiciones y apenas alcanzaba los 30 nudos. Su mástil-puente fue modificado en detalles menores en varias oportunidades, extendiendo plataformas, eliminándose el mástil trinquete de su cofa, reemplazándose barandillas del puente del compás por barandaje cerrado. Se le instaló en su cofa, sobre la plataforma de la dirección de tiro artillero en la parte superior, un sistema rotatorio conteniendo un sistema de radar de tiro 284 y de alerta aérea del tipo 279, además se agregó una estrecha pasarela a estribor en dicha estructura. 
El inminente estallido de las hostilidades hizo que el Almirantazgo decidiera cancelar las modificaciones proyectadas, que contemplaban reemplazar toda la artillería secundaria por 8 torres dobles de 133 mm (al igual que los acorazados del tipo Prince of Wales que se estaban construyendo) y sustituir las calderas por otras de tipo más moderno, tal y como se había hecho, con gran éxito, en el HMS Renown.

### Segunda Guerra Mundial
Durante el inicio de la Segunda Guerra Mundial, estuvo destinado en la Home Fleet, en aguas metropolitanas británicas. Tras unas breves obras en las que se desembarcó la artillería secundaria, fue destinado, en junio de 1940, a la Fuerza H, con base en Gibraltar. El 3 de julio participó en la llamada batalla de Mers el-Kebir, hundiendo junto con otras unidades británicas varios navíos franceses ahí anclados bajo el mando de oficiales de Vichy, entre ellos los acorazados Provence, Bretagne y Strasbourg. En septiembre de ese mismo año regresó a la Home Fleet, participando en la infructuosa caza del Scharnhorst y el Gneisenau en el marco de la Operación Berlín a cargo del almirante Günther Lütjens, en marzo de 1941. El 12 de mayo de 1941, el vicealmirante Lancelot Ernest Holland asume el comando del escuadrón de cruceros de batalla. El capitán Ralph Kerr era el comandante del HMS Hood desde febrero de ese mismo año.

#### Batalla del Estrecho de Dinamarca

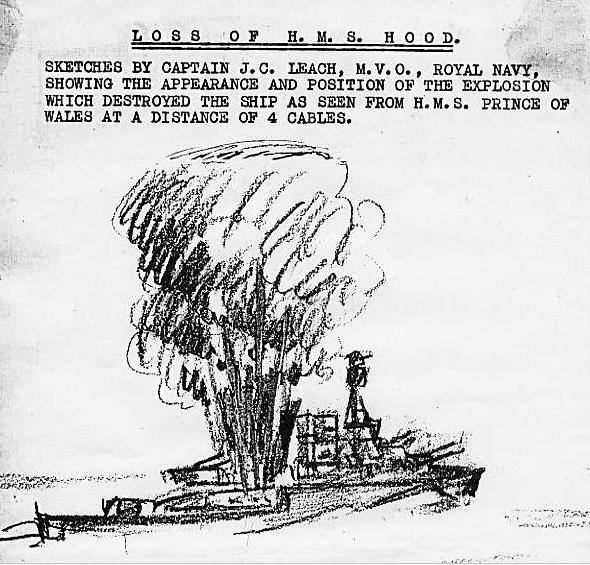
El HMS Hood, centrado por el acorazado Bismarck, en el momento que explotó. (El bosquejo fue preparado por el capitán John Leach del HMS Prince of Wales para la Junta de Investigación en 1941. Este representa la columna de humo y la llama que se desató en erupción en la vecindad del mástil principal, inmediatamente antes de una enorme detonación que partió la nave en dos, causando su hundimiento en el acto. Se cree que este fenómeno pudo haber sido el resultado de una conducción del fuego de cordita generado en un depósito de proyectiles después del impacto a través de los ventiladores de la sala de máquinas).

Estando el 24 de mayo de 1941 en Scapa Flow, recibe la orden de marchar a interceptar el Bismarck, pues sus cañones podían equipararse a los del enemigo. El Hood zarpó junto al nuevo acorazado HMS Prince of Wales y un destacamento de destructores. La agrupación británica navegó a toda velocidad en silencio radial hacia la salida sur del Estrecho.
Holland al llegar a la zona destacó a los destructores hacia el noroeste para evitar que la agrupación alemana diera la vuelta a la salida del Estrecho, lo que sería el primer error táctico. A las 5:00 horas los hidrófonos del Prinz Eugen captaron ruidos de buques por el ala de babor. A las 5:15 los hidrófonos británicos captaron ruido de motores y a las 5:30 se produjo el contacto visual. Los alemanes lo hicieron a las 5:45 horas a causa del amanecer por banda de babor. La distancia era 30 km y el rumbo era 300°.
A la altura de la salida del estrecho de Dinamarca, Holland interceptó a la formación alemana compuesta por el acorazado Bismarck y el crucero pesado  Prinz Eugen dirigidas por el almirante Günther Lütjens, empezando la Batalla del Estrecho de Dinamarca. Por fallo de radar de proa del Bismarck, era el Prinz Eugen el que navegaba de cabeza de formación.

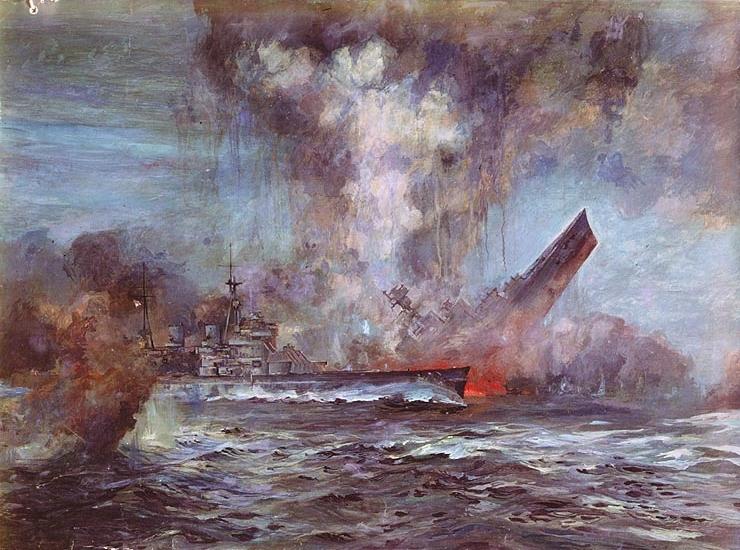
Últimos momentos del HMS Hood durante la Batalla del Estrecho de Dinamarca.

A las 5:53, al mando del vicealmirante Lancelot Ernest Holland, el Hood y el Prince of Wales abrieron fuego con sus torres delanteras a una distancia de 25 km, empeñando desde larga distancia el combate, este sería el segundo error táctico, porque se tradujo en la inmediata respuesta contenida de los alemanes(Los telémetros ópticos alemanes eran más modernos, precisos y eficientes que el obsoleto equipamiento óptico de coincidencia que usaban los ingleses). Las salvas británicas cayeron largas y bien agrupadas a estribor de la formación alemana.
Este segundo fallo fue un error táctico fatal de parte de los ingleses, justamente porque atrajo antes de tiempo la respuesta alemana que Lütjens retenía y que el mismo Holland temía y provocó los fatales tiros en caída vertical. El Hood necesitaba llegar a la distancia de 12.000 m para oponer su blindaje lateral de 300 mm para sostener un combate en mejores condiciones de blindaje y trayectoria balística.
El tercer error fue apuntar al buque de cabeza de la agrupación alemana que era el Prinz Eugen, siendo confundido con el Bismarck por similitud de siluetas, perdiéndose minutos vitales en rectificar el blanco. 
Holland intentó rápidamente cerrar distancias a la máxima velocidad para evitar los mortales tiros en caída vertical. El avance se hacía disparando las torres delanteras; se avanzaba a la mayor velocidad posible debido a la conocida debilidad de blindaje del "Hood". La formación británica viró 20° a babor para emplazar sus torretas traseras. 
A las 5:55 horas Lindemann dio orden de abrir fuego a la agrupación alemana. 
Las primeras salvas alemanas cayeron largas muy cerca del  HMS Hood a 300 m de su babor. Para ese entonces, el Hood ya estaba centrado por la telemetría alemana, a continuación, se dispararon 5 salvas rápidas.
A las 5:57 horas, observadores del Prinz Eugen detectaron incendios en la cubierta del Hood, un tiro del crucero Prinz Eugen impactó en los depósitos de municiones de cubierta, produciendo visibles incendios en la cubierta de botes.
A las 5:58, un tiro rasante del Bismark sin explotar golpeó el lado de estribor de la plataforma de observación ubicada en el tope del mástil principal causando varias bajas que cayeron a los puentes inferiores.  La distancia había disminuido a 18.000 m.
A las 5:59 el Hood da caña 20° a babor para habilitar las torres X e Y.
A las 6:01, a 7 min de comenzado el combate y cuando ya podía emplazar las torres de popa para hacer una salva artillera completa y oponer su blindaje lateral, ocurrió el tiro fatal.
El capitán Adalbert Schmidt, director de central de tiro del Bismarck ubicada en la cofa indicó:

-"Hola!-¿Ha sido un fallo de espoleta?...Eso se lo ha tragado.

la sexta salva del Bismarck le alcanzó en algún lugar al lado del mástil de popa (o en la cubierta popel), penetrando profundamente hasta la barbeta de la tercera torre artillera, e hizo estallar brutalmente los depósitos de cordita de las torres traseras. 
Una llamarada blanca brillante más alta que el mástil principal y sin ruido audible surgió por algunos instantes, y a continuación el gran navío se combó y explotó violentamente, expulsando las torres traseras al rojo minio y centenares de restos, partiéndose en dos en medio de una densa humareda. 
La popa se hundió rápidamente y la parte delantera lo hizo más lentamente en tres minutos, lo que pudo facilitar el disparo de las torres de proa como una postrera despedida antes de hundirse y que sobrevivieran algunos marinos. Estos últimos disparos tuvieron lugar a consecuencia de la explosión espontánea de las cargas de propulsión. Finalmente, sólo se salvaron tres marineros,  Albert Ted Briggs, William Dundas y Robert (Lofty) Tilburn, todos estaban en el puente del compás del mástil puente junto al almirante Holland.
El HMS Invincible de Sir Horace Hood tuvo el mismo fin, 25 años antes. Su fin sembró de alegría a la tripulación del Bismarck y al almirante Lütjens. Al capitán  Adalbert Schneider (director de tiro de cofa) se le concedió la Cruz de Hierro.

## Hipótesis del tiro fatal

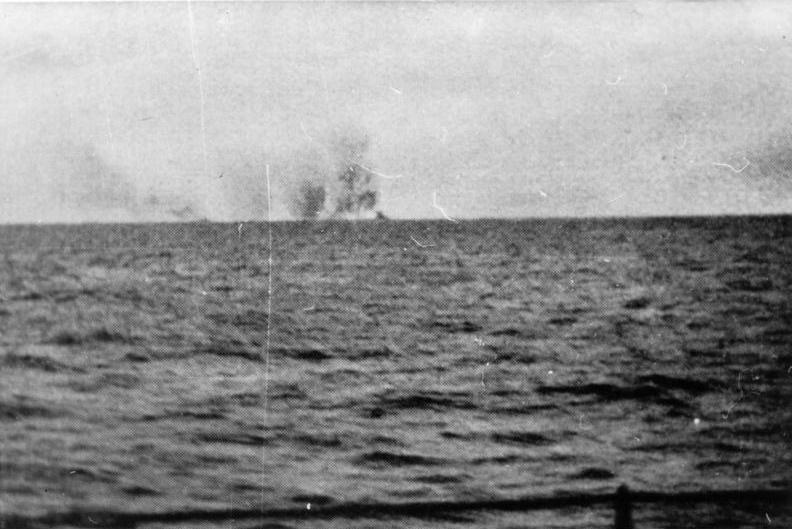
Dramática fotografía de los humos de la explosión del HMS Hood, a la derecha se ve el HMS Prince of Wales.

Las evidencias no establecen con claridad si fue la quinta o sexta salva del  Bismarck la que logró el impacto fatal, ya que estaba en salva rápida.
El tiro fatal de un proyectil perforante de 15 pulg. penetró por babor a popa, entre la torre X y el palo mayor y generó una flama azul o amarilla de una altura de casi 300 m cuya presión se descargó por los shafts contiguos a la central de tiro popel tras el palo mayor. Segundos después explosionó partiéndose en dos. 
Las muchas hipótesis indican que:
- El tiro penetró profundo por la cubierta de botes a babor del palo mayor.
- El tiro penetró en ángulo por debajo de la línea de flotación, bajo el cinturón blindado a la altura del palo mayor.
- El tiro alcanzó la sala de torpedos a babor.
- El tiro penetró tangencialmente por la torre x y detonó una explosión hacía el interior.
- Un error humano en el manejo de la pólvora al interior de la torre X.

La flama amarilla o azulada semejante a un soplete fue la deflagración de la cordita, almacenada tras la sala de torpedos y separadas por un mamparo de la santabárbara de los proyectiles de 15 pulg. La explosión poco audible por la mayoría de los testigos fue de gran volumen de color rojo apagado semejante a la que produce el nitrato de amonio en su base  envuelta en humo negro y vapor de agua.
Se descartó que los tiros del  Prinz Eugen que detonaron los racks con municiones en cubierta fuera la causa fatal del hundimiento.

## Sus restos

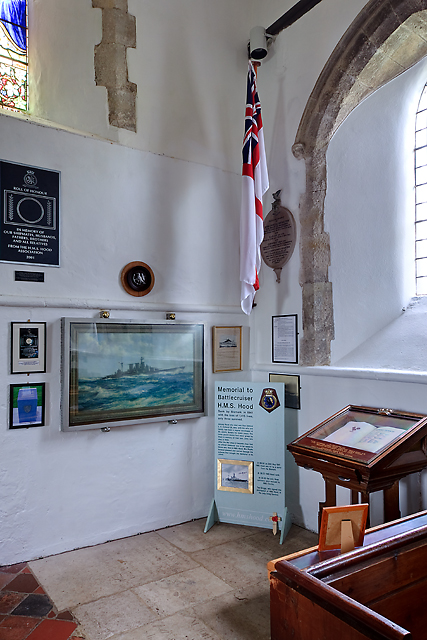
Monumento al HMS Hood en la iglesia parroquial de Boldre, en el condado inglés de Hampshire

En julio de 2001, sus restos fueron hallados por medio del sonar, ampliamente desperdigados en el fondo oceánico en distintos niveles, la proa y sección de popa son muy reconocibles, casi intactas, los restos de la proa y la popa del navío están cercanos entre sí; la sección media esta distante de la popa a unos 1000 m y está completamente volcada en un valle a mayor profundidad; la torre blindada de combate está en perfecto estado, lejos del campo de escombros a que está reducido el resto del otrora símbolo del orgullo británico. Los restos fueron descubiertos a unos 3 km de profundidad, y causó una grave sensación entre el pueblo británico descubrir que una de sus naves descansaba reducida a un campo de restos metálicos, mientras que el acorazado alemán Bismarck que provocó esa destrucción, tras haber sido bombardeado y torpedeado sin piedad, estaba prácticamente de una pieza y perfectamente reconocible.
El 7 de agosto de 2015 una expedición dirigida por Paul G. Allen recuperó la campana del buque. Esta fue restaurada y entregada a la Armada Real Británica para conmemorar la pérdida de las 1.415 vidas en el mar.